# アボルハサン・バニーサドル
セイイェド・アボルハサン・バニーサドル（ペルシア語: سید ابوالحسن بنی‌صدر, ラテン文字転写: Seyyed Abolhassan Banisadr  発音, 1933年3月22日 - 2021年10月9日）は、イラン革命後のイランの初代大統領である。なお大統領職は革命後に現在のイラン・イスラム共和国となって初めて設置された。在任当時、日本のマスコミではバニサドルと表記・呼称された。

## 経歴

### 反政府運動家
1960年代前半、バニーサドルは反体制運動に参加し、二度投獄された。1963年の暴動の際、負傷。その後、モジャーヘディーネ・ハルグのメンバーとフランスへ飛び、亡命中だったホメイニーと会って、パフラヴィー朝に対する抵抗組織に加わる。

### 大統領
1979年2月にホメイニーと共に帰国。経済学者だった彼は暫定蔵相・暫定外相に就任。その後、正式に蔵相に就任する。翌1980年の総選挙で、リベラリストや女性の支持を多く集め、イスラム共和制初代大統領に選出される。
しかし、暫定外相時代にイランアメリカ大使館人質事件でアメリカ政府との仲介役を行ったことが保守派の反発を買っており、国会（イスラーム協議議会）では保守的なウラマー（聖職者）が多数を占め、大統領側と対立するラジャーイーを首相に選出。「我が息子」と呼ぶほど親密だったホメイニーすらもバニーサドルを糾弾するようになってしまう。ウラマーではなかったバニーサドルは次第に追い詰められる。

### 亡命
バニーサドル自身はホメイニーに手紙を送り、独裁者にならないように警告するが、結局1981年6月21日に議会により弾劾決議が可決され翌6月22日にそれを受諾。ラジャーイーが大統領に就任する。バニーサドルは国外に脱出し、フランスのパリで亡命生活を始めた。晩年まで、記事の執筆などでイランの現体制を批判する活動を続けていた。
2019年のイラン革命40年に際して日本の『東京新聞』からインタビューを受けた。ホメイニーについては「亡命中は私と同じ国家像を描いていたが、権力を握ると変わってしまった」と述べ、イラン革命は「イスラム法による統治は実現せず」「一部宗教指導者による独裁体制」と批判した。ただし、欧米によるイランへの経済制裁や介入は、イラン国民の経済的困窮の責任転嫁につながるとして反対を表明している。
2021年10月9日、フランス・パリ南東部にあるサルペトリエール病院にて88歳で死去。